# Jeffrey Spender
Jeffrey Frank Spender – fikcyjna postać serialu Z Archiwum X, którą zagrał Chris Owens.

## Historia postaci
Jeffrey Spender jest synem Palacza i Cassandry Spender, a jego przyrodnim bratem jest Fox Mulder. Z początku był wychowywany przez matkę, lecz później przez ojca (matka była wielokrotnie porywana przez kosmitów). Po powrocie Cassandry Palacz zostawił rodzinę, gdy Jeffrey miał 12 lat. Po raz pierwszy pojawia się dopiero w piątym sezonie. Jest on agentem FBI i przyjmuje polecenia od Palacza. Doprowadza to do zwolnienia Muldera i Scully z FBI w szóstym sezonie. Potem jednak zdaje sobie sprawę z tego błędu i pomaga im wrócić. Zostaje jednak postrzelony w głowę przez Palacza. W dziewiątym sezonie okazuje się jednak, że przeżył strzał i m.in. zeznaje na procesie Muldera. Tam wychodzi również na jaw, że są oni braćmi przyrodnimi.